# Samone, Trento
Samone är en ort och kommun i provinsen Trento i regionen Trentino-Sydtyrolen i Italien. Kommunen hade 547 invånare (2018).